# Zbrana dela 1
Zbrana dela 1 är det andra samlingsalbumet från den montenegrinska sångaren Rambo Amadeus. Det släpptes år 1998 och innehåller 15 låtar från hans tidigare album.

## Låtlista
1. "Smrt Popa Mila Jovovića" – 4:26
2. "Vrijeme Teče" – 3:06
3. "Video" – 3:36
4. "Životinjo Mikroskopska" – 3:28
5. "Santa Maria" – 4:09
6. "Fala Ti Majko" – 3:27
7. "Balkan Boj" – 4:05
8. "Halid Invalid Hari" – 5:03
9. "Prijatelju" – 3:25
10. "Đede Niko" – 4:07
11. "Intelektualac" – 3:13
12. "Inspektor Nagib" – 4:21
13. "ABVGD" – 3:42
14. "Free Mandela" – 3:54
15. "Sokolov Greben" – 3:39